# Saldoida turbaria
Saldoida turbaria är en insektsart som beskrevs av Schuh 1967. Saldoida turbaria ingår i släktet Saldoida och familjen strandskinnbaggar. Inga underarter finns listade i Catalogue of Life.